# Cecidoses eremita
Cecidoses eremita is een vlinder uit de familie van de Cecidosidae. De wetenschappelijke naam van de soort is voor het eerst geldig gepubliceerd in 1835 door Curtis.